# 마리밭쥐속
마리밭쥐속(Volemys)은 비단털쥐과에 속하는 설치류 속의 하나이다. 2종을 포함하고 있으며, 모두 중국의 토착종이다.

## 특징
작은 설치류로 꼬리 길이 46~70mm를 제외한 몸길이가 83~129mm이다. 털이 길고 부드럽다. 등 쪽은 짙은 갈색부터 짙은 회색까지 다양한 반면에 배 쪽은 좀더 연한 색을 띤다. 눈은 작다. 귀는 부분적으로 감춰져 있다. 꼬리 윗면은 짙은 색을 띠지만 아랫면은 밝다. 암컷은 4쌍의 젖꼭지를 갖고 있다.

## 분포
중국의 토착종이다.

## 하위 종
- 쓰촨밭쥐 (Volemys millicens)
- 마리밭쥐 (Volemys musseri)